# Reichenbachia arthritica
Reichenbachia arthritica är en skalbaggsart som först beskrevs av Brendel 1894.  Reichenbachia arthritica ingår i släktet Reichenbachia och familjen kortvingar. Inga underarter finns listade i Catalogue of Life.